# 감로 (전한)
감로(甘露)는 중국 전한(前漢) 선제(宣帝)의 여섯 번째 연호이다. 기원전 53년에서 기원전 50년까지 4년 동안 사용하였다.

## 연대대조표
| 감로                | 원년        | 2년         | 3년         | 4년         |
| 서력                | 기원전 53년 | 기원전 52년 | 기원전 51년 | 기원전 50년 |
| 육십간지 (六十干支) | 무진(戊辰)  | 기사(己巳)  | 경오(庚午)  | 신미(辛未)  |

## 같이 보기
- 다른 왕조의 같은 연호
  - 조위(曹魏) 감로(256년 ~ 260년)
  - 손오(孫吳) 감로(265년 ~ 266년)
  - 전진(前秦) 감로(359년 ~ 364년)

- 중국의 연호

| 이전 연호 오봉(五鳳) | 중국의 연호 전한(前漢) | 다음 연호 황룡(黃龍) |